# إدوارد غولدسميث
إدوارد جولدسميث (بالفرنسية: Edward Goldsmith)‏ هو عالم بيئة وفيلسوف وكاتب فرنسي، ولد في 8 نوفمبر 1928 في باريس في فرنسا، وتوفي في 21 أغسطس 2009 في سيينا في إيطاليا.

## وصلات خارجية
- إدوارد جولدسميث على موقع IMDb (الإنجليزية)